# Ime Okon
Ime Okon (* 20. Februar 2004) ist ein südafrikanischer Fußballspieler, der als Verteidiger für Hannover 96 und die südafrikanische Nationalmannschaft spielt.

## Karriere

### Verein
Okon wurde 2004 in Südafrika geboren und wuchs in der Ortschaft Florida in Gauteng auf, wo er die Florida Park High School besuchte. Seine Profikarriere begann er bei SuperSport United, wo er zu Beginn der Saison 2023/24 in den Profikader befördert wurde. Sein Debüt in der Premier Soccer League gab er am 5. August 2023 bei einem 2:0-Heimsieg gegen Richards Bay FC. Er kam regelmäßig zum Einsatz und erzielte sein erstes Tor am 3. April 2024 bei einem 2:2-Unentschieden gegen die Golden Arrows.
Er wechselte zur Saison 2025/26 mit einem Vierjahresvertrag zum deutschen Verein Hannover 96.

### Nationalmannschaft
Okon gab sein Debüt für die südafrikanische Nationalmannschaft am 4. Juni 2025 bei einem Spiel gegen Mosambik im COSAFA Cup.

## Privates
Er wurde als Sohn eines nigerianischen Vaters und einer südafrikanischen Mutter geboren. Er ist der Bruder des südafrikanischen Sprinters Udeme Okon.